# NGC 4532
NGC 4532 је галаксија у сазвежђу Девица која се налази на NGC листи објеката дубоког неба.
Деклинација објекта је + 6° 28' 2" а ректасцензија 12h 34m 19,3s. Привидна величина (магнитуда) објекта NGC 4532 износи 11,7 а фотографска магнитуда 12,3. Налази се на удаљености од 17,849 милиона парсека од Сунца. NGC 4532 је још познат и под ознакама UGC 7726, MCG 1-32-103, CGCG 42-158, VCC 1554, IRAS 12317+0644, PGC 41811.